# Henri Mairet
Pour les articles homonymes, voir Mairet.
Henri Mairet (Auxonne, 18 juin 1850 - Paris 16e, 21 décembre 1902) est un photographe français.

## Biographie
Henri Mairet est un photographe actif à Paris dans les années 1890, reconnu pour sa maîtrise de l'éclairage au magnésium et ses photographies de scène.

## Collections
- Bibliothèque nationale de France
- Musée d'Orsay

## Galerie

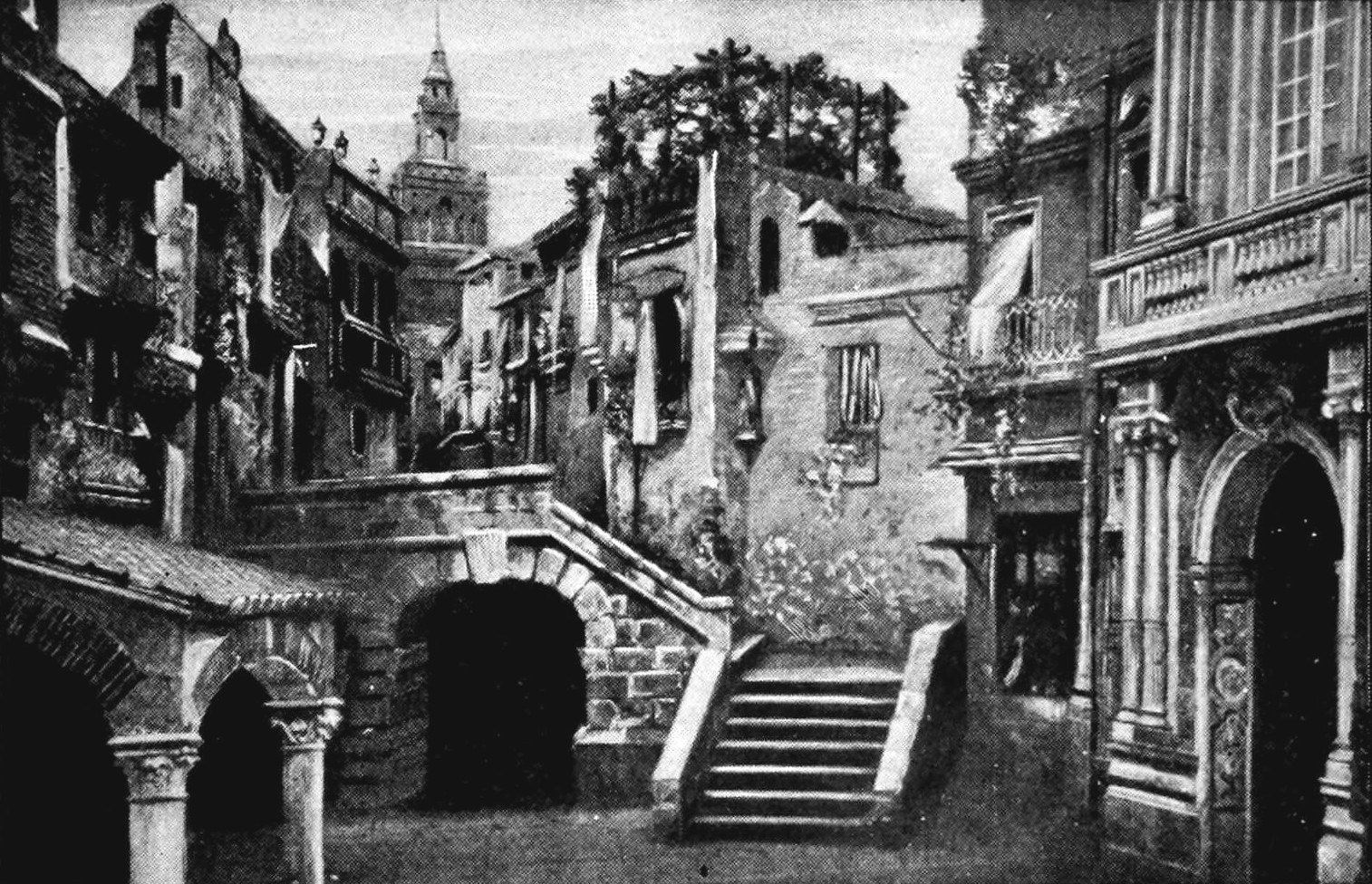
Carmen
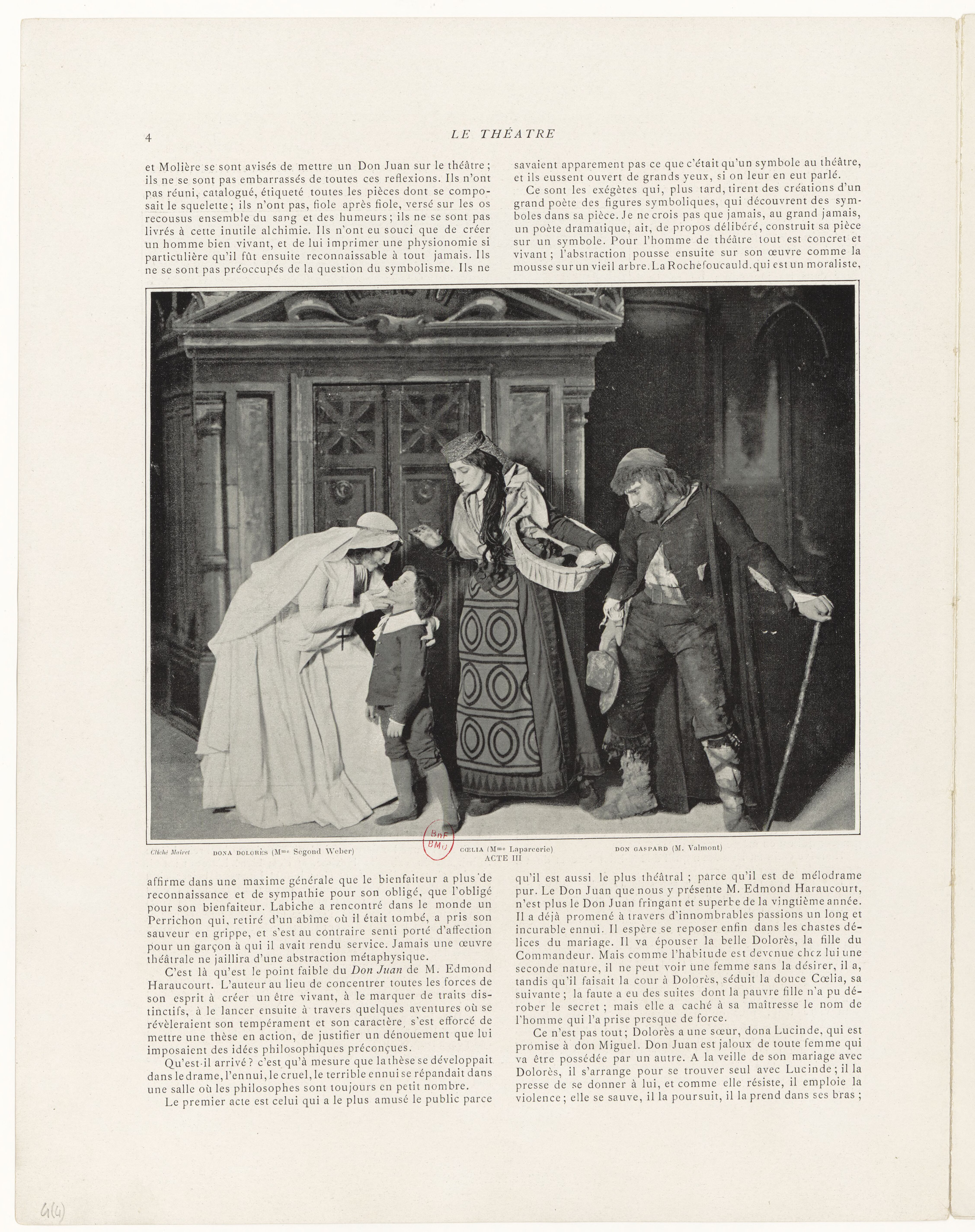
Don Juan de Manara
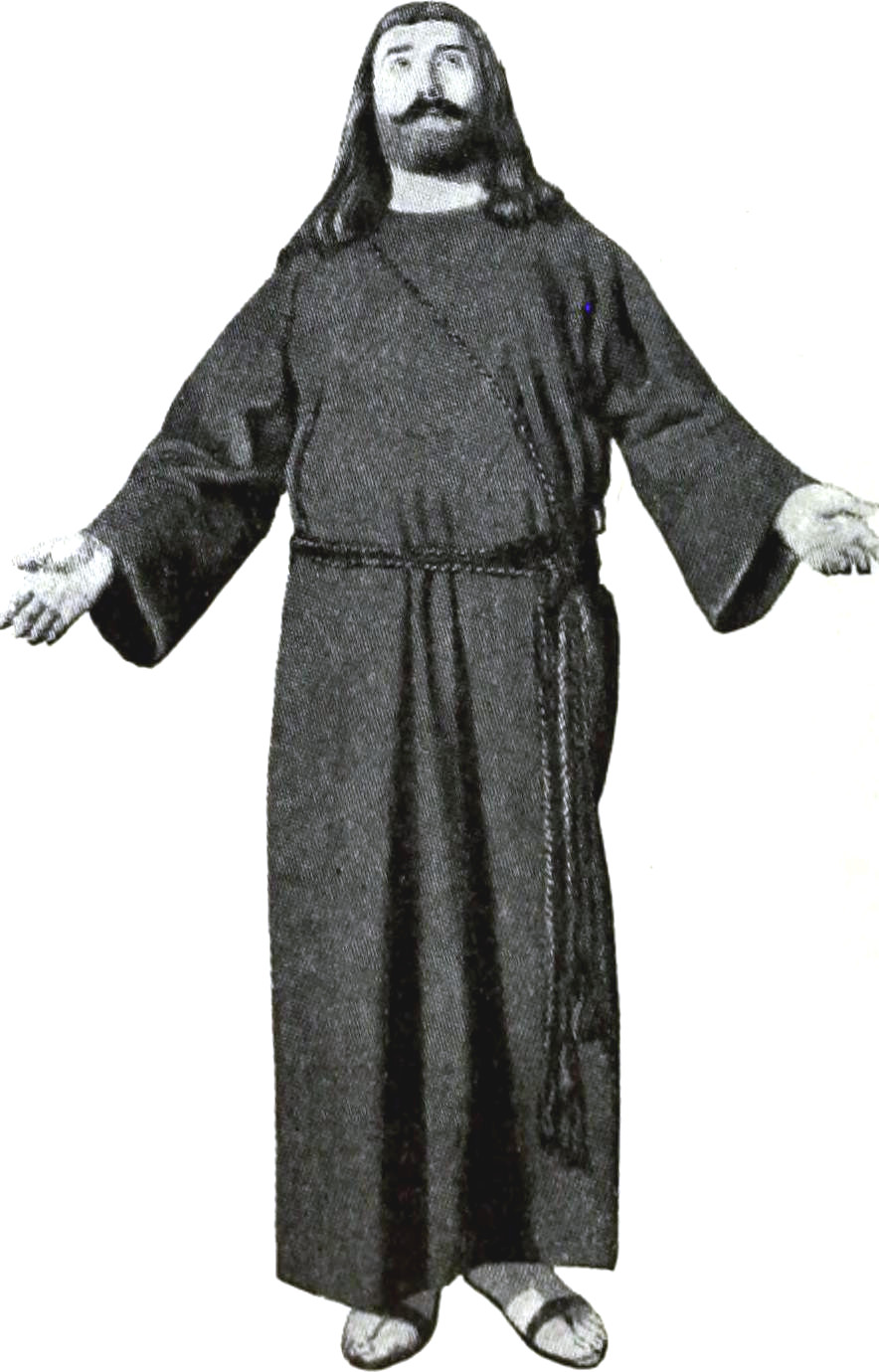
Thaïs
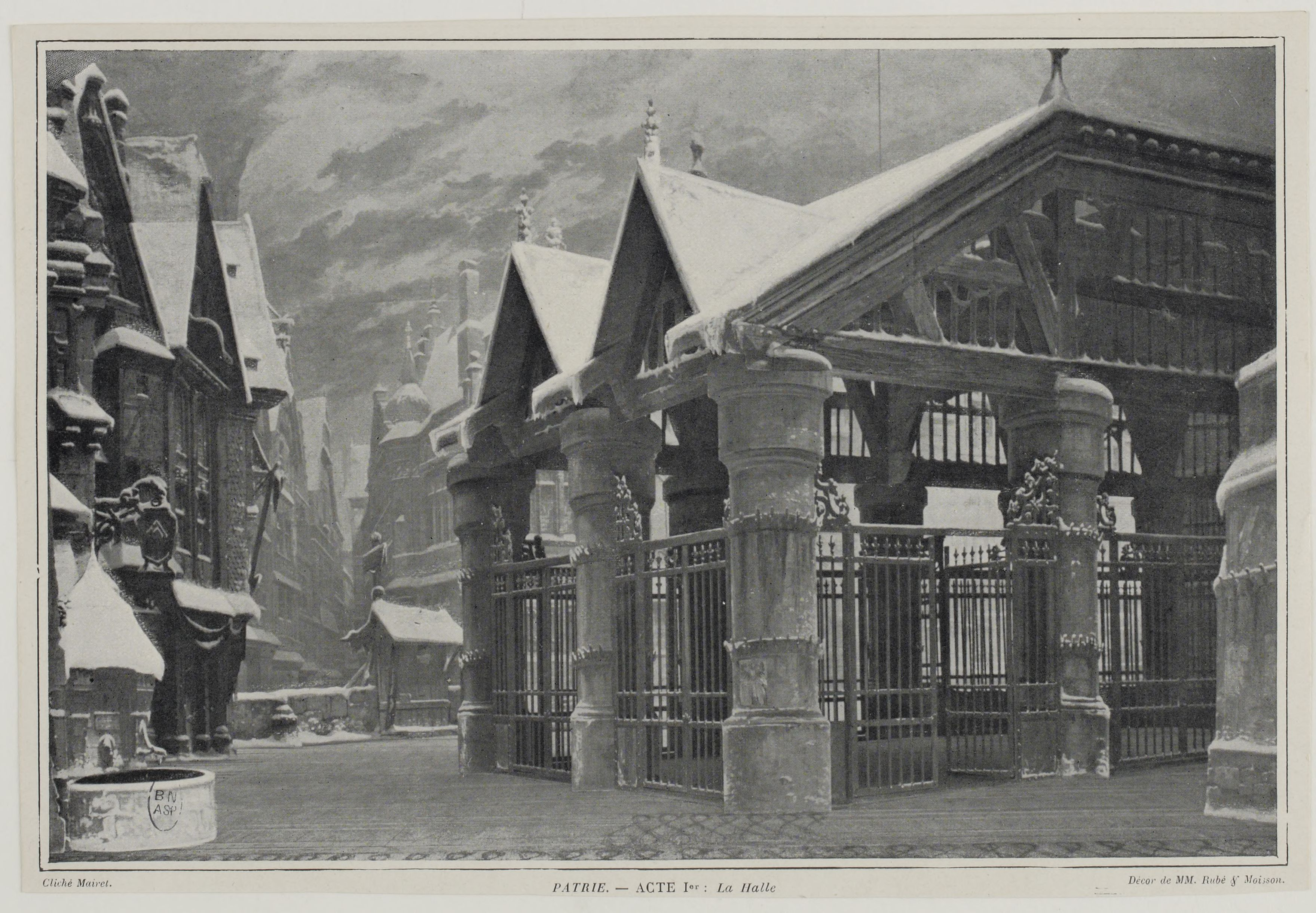
Patrie!